# Take Over Control
«Take Over Control» — песня, записанная голландским продюсером и диджеем Afrojack при участии голландской певицы Евы Симонс. Авторами песни являются Afrojack, Ева и Ингрид Симонс и Майк Гамильтон. Релиз был выпущен в Нидерландах 12 августа 2010 года. Песня достигла первого места Billboard Hot Dance Airplay 20 ноября 2010 года и оставалась там в течение пяти недель.

## Видеоклип
Видеоклип Take Over Control был снят режиссёром Алексом Херроном 14 сентября 2010 года в Лос-Анджелесе (штат Калифорния, США). Премьера клипа состоялась на YouTube 12 октября 2010 года, а затем клип был представлен общественности в Великобритании 20 октября 2010 года.

## Список композиций
| №  | Название                         | Длительность |
| -- | -------------------------------- | ------------ |
| 1. | «Take Over Control» (radio edit) | 3:28         |

| №                   | Название                                          | Длительность |
| ------------------- | ------------------------------------------------- | ------------ |
| 1.                  | «Take Over Control» (radio edit)                  | 3:29         |
| 2.                  | «Take Over Control» (extended vocal mix)          | 6:39         |
| 3.                  | «Take Over Control» (extended vocal instrumental) | 6:39         |
| Общая длительность: | Общая длительность:                               | 16:47        |

| №  | Название                                               | Длительность |
| -- | ------------------------------------------------------ | ------------ |
| 1. | «Take Over Control» (UK radio edit)                    | 2:57         |
| 2. | «Take Over Control» (Adam F Vocal Edit)                | 2:53         |
| 3. | «Take Over Control» (Extended Vocal Mix)               | 6:41         |
| 4. | «Take Over Control» (Ian Carey Remix)                  | 6:47         |
| 5. | «Take Over Control» (Adam F Remix)                     | 3:37         |
| 6. | «Take Over Control» (Drumsound & Bassline Smith Remix) | 3:46         |

| №  | Название                                | Длительность |
| -- | --------------------------------------- | ------------ |
| 1. | «Take Over Control» (UK radio edit)     | 2:57         |
| 2. | «Take Over Control» (Adam F Vocal Edit) | 2:53         |

## Чарты и сертификация
| Чарт (2010–11)                             | Лучшая позиция |
| ------------------------------------------ | -------------- |
| Австралия (ARIA)                           | 17             |
| Австрия (Ö3 Austria Top 40)                | 46             |
| Бельгия/Фландрия (Ultratip Bubbling Under) | 7              |
| Бельгия/Валлония (Ultratip Bubbling Under) | 9              |
| Brazil (Hot 100 Airplay)                   | 21             |
| Brazil (Hot Pop Songs)                     | 10             |
| Канада (Billboard Canadian Hot 100)        | 39             |
| Чехия (Rádio — Top 100)                    | 31             |
| Германия (GfK)                             | 78             |
| Венгрия (Dance Top 40)                     | 1              |
| Венгрия (Rádiós Top 40)                    | 18             |
| Нидерланды (Dutch Top 40)                  | 12             |
| Poland (Dance Top 50)                      | 1              |
| Poland (Video Chart)                       | 4              |
| Шотландия (OCC Scotland)                   | 11             |
| Великобритания (OCC UK Singles)            | 24             |
| Великобритания (OCC UK Dance)              | 3              |
| Великобритания (OCC UK Indie)              | 2              |
| США (Billboard Hot 100)                    | 41             |
| США (Billboard Dance Club Songs)           | 23             |
| US Dance/Mix Show Airplay (Billboard)      | 1              |
| США (Billboard Hot Latin Songs)            | 42             |
| США (Billboard Pop Airplay)                | 24             |
| США (Billboard Rhythmic)                   | 27             |
| США (Billboard Tropical Airplay)           | 22             |

| Чарт (2010)              | Позиция  |
| ------------------------ | -------- |
| Dutch Singles Chart      | 81       |
| Hungarian Airplay Chart  | 74       |
| Chart (2011)             | Position |
| Australian Singles Chart | 96       |

| Регион | Сертификация | Продажи    |
| --- | ------------ | ---------- |
| Австралия (ARIA) | Платиновый   | 70 000^    |
| США (RIAA) | Платиновый   | 1 000 000^ |
| * Данные о продажах приведены только на основе сертификации. ^ Данные о тиражах приведены только на основе сертификации. |              |            |

## История релиза
| Страна                  | Дата             | Формат               | Лейбл                 |
| ----------------------- | ---------------- | -------------------- | --------------------- |
| Нидерланды              | 12 августа 2010  | Цифровая дистрибуция | Spinnin' Records      |
| Бельгия                 | 10 сентября 2010 | Цифровая дистрибуция | Spinnin' Records      |
| США                     | October 5, 2010  | Цифровая дистрибуция | Robbins Entertainment |
| Германия                | 5 ноября 2010    | CD-сингл (CDS)       | Tiger Records         |
| США                     | 16 ноября 2010   | CD-сингл (CDS)       | Robbins Entertainment |
| Соединённое Королевство | 28 ноября 2010   | Цифровая дистрибуция | Ministry of Sound     |
| Соединённое Королевство | 29 ноября 2010   | CD-сингл (CDS)       | Ministry of Sound     |